# Hemigellius porosus
Hemigellius porosus är en svampdjursart som först beskrevs av Robert Fredric Fredrik Fristedt 1887.  Hemigellius porosus ingår i släktet Hemigellius och familjen Niphatidae. Inga underarter finns listade i Catalogue of Life.